# Evangeliario (Modena, Biblioteca estense, Gr. I)
L'Evangeliario della Biblioteca Estense di Modena (n. 585 nella numerazione Gregory-Aland e 125 in quella di von Soden), è un vangelo miniato bizantino, datato paleograficamente alla fine del X secolo.

## Descrizione
Il manoscritto comprende tutti e i quattro Vangeli. Ogni Vangelo si apriva con il ritratto dell'Evangelista relativo, ma il ritratto di Luca è perduto. Il manoscritto si compone di 300 fogli di pergamena, scritti in una colonna per pagina, ognuna composta da 20 righe.
I sommari (κεφαλαια) sono posti prima di ogni Vangelo, i numeri dei capitoli (κεφαλαια) sono indicati a margine e i titoli (τιτλοι) sono riportati nella parte superiore delle pagine. Sono indicate anche le sezioni ammoniane (in Marco 233 sezioni invece di 235, l'ultima in 16:8), con un riferimento ai canoni eusebiani (scritto sotto i numeri della sezione ammoniana). Contiene libri liturgici (sinassario, menologio) e i ritratti degli Evangelisti.
Il manoscritto è un esempio dell'arte durante il Rinascimento macedone.

## Testo
Il testo greco del codice è un esempio del carattere bizantino, e pertanto venne inserito da Aland nella categoria V della sua inserito nella classificazione dei manoscritti noetestamentari. Hermann von Soden lo ha classificato nella famiglia testuale Famiglia K x, ed è stato esaminato anche secondo il metodo di profilazione Claremont.

## Storia
Secondo l'INTF è databile al X secolo.
Il manoscritto si trovava a Venezia nel 1560 e fu probabilmente acquistato dal duca Alfonso II d'Este. Fu trasferito a Vienna nel 1589. Nel 1868 fu restituito al Regno d'Italia in base alle disposizioni del Trattato di Firenze.
Attualmente è conservato presso la Biblioteca Estense Universitaria di Modena (n. Gre. I, alfa.m.9.05).